# 전송림사출토 청동불구 일괄
전송림사출토 청동불구 일괄(傳松林寺出土 靑銅佛具 一括)은 서울특별시 종로구 서울역사박물관에 있는 통일신라의 불교 공예품이다. 2003년 9월 5일 서울특별시의 유형문화재 제167호로 지정되었다.

## 개요
송림사지(松林寺址)에서 출토되었다고 전해오는 청동제 불구(佛具)들에는 청동병(靑銅甁) 1점, 청동원저발(靑銅圓底鉢) 5점, 청동주자(靑銅注子) 1점, 청동향완(靑銅香垸) 1점, 청동경자(靑銅磬子) 1점 등 총 9점이 있다.
전체적으로 청녹이 많이 슬었지만 형태는 완전한 이 유물들은 통일신라시대～고려시대에 걸쳐 제작된 것으로 추정된다. 다만, 청동향완(靑銅香垸)의 경우 입술 뒷면에 ‘지정2년임오삼월십칠일송림사향환시주조원향도좌주□초□안락분삼성택동량운최가조(至正二年壬午三月十七日松林
寺香鋎施主造願香徒坐主□艹□安樂分三成宅棟梁云崔家造)’이라는 명문이 새겨져 있어 1342년(고려 충혜왕3년) 崔家가 만들어 송림사에 시주한 것임을 알 수 있다.
송림사는 지금까지 경북 칠곡과 강원도 고성 금강산, 그리고 경북 경산 용성면의 송림사 등 3군데가 알려져 있는데 고성의 송림사는 19세기 후반에 중건되어 그 이전의 유물은 확인되지 않고 있는데 비해 경북 칠곡의 송림사에는 통일신라시대의 5층전탑(五層塼塔, 보물 189호)과 전탑 안에서 발견된 신라시대 및 고려시대의 사리장엄구(국립대구박물관소장, 보물 325호) 등이 전해지는 등 통일신라에서 고려시대에 걸쳐 불사(佛事)가 활발했던 것을 알 수 있다.
경북 경산 용성면의 송림사에서도 통일신라시대 유물이 출토된 바 있다. 따라서 서울역사박물관 소장 청동유물 9점은 경북 칠곡의 송림사 또는 경북 경산 용성면의 송림사와 관계가 있는 유물일 가능성이 크다.
서울역사박물관 소장 본 유물들은 통일신라～고려시대에 제작된 것들로 청녹이 많이 보이나 형태가 완전하여 이 시대 불교금속공예품 연구에 귀중한 자료가 된다. 특히 뚜껑까지 갖춘 청동병(靑銅甁)은 국내에서 처음 발견된 것이고 청동주자(靑銅注子) 역시 흔치 않은 예에 속한다.

## 세부 내역

### 167-1호 청동병
전체 높이가 18.6cm에 달하는 청동병(靑銅甁)은 목이 가늘고 길며 몸체는 아랫부분이 좀 넓은 난형(卵形)을 하고 있다. 입 부분은 나팔처럼 바깥쪽으로 벌어진 모양을 하고 있는데 보주뉴(寶珠鈕)가 달린 뚜껑이 꼭 맞물리도록 약각 내경(內傾)된 채 안쪽으로 턱이 져 있다. 굽도 두툼한 편이다. 목 부분에 가로로 가는 줄이 있을 뿐 장식은 생략되었다.
이러한 유형의 병(甁)은 중국 북조(北朝)에서 6세기를 전후하여 유행하기 시작한 난형세장경병(卵形細長頸甁)으로서 정병(淨甁)의 기능을 갖는 수병(水甁)이다. 그동안 우리나라에서는 부여 동남리(東南里) 사지(寺址)의 금당지(金堂址)에서 7세기 전반에 제작된 토제병(土製甁)이 확인되었을 뿐 그 모형이 되었을 동병(銅甁)은 확인할 수 없었다. 따라서 서울역사박물관 소장 청동병은 뚜껑까지 갖춘 전형적인 북조식(北朝式) 정병(淨甁)으로 우리나라에서는 처
음 알려진 것이다.
이 청동병은 그 외형선(外形線)이 마치 옥호춘병(玉壺春甁)과 유사하게 하부에 무게가 실린 변형된 난형(卵形)으로서 중국 하남성 안양 수묘(河南省 安陽 隋墓) 출토 청자병(靑磁甁)이나 섬서성 임동 경산사탑(陝西省 臨潼 慶山寺塔) 출토 금동병(金銅甁)과 같은 양식을 보이고 있어 8～9세기에 제작된 것으로 보인다.

### 167-2호～167-6호 청동원저발
이 원저발(圓底鉢) 5点은 큰 구(球)의 밑둥만 자른 것 같은 단면을 보여주는 낮은 반구형(半球形) 발(鉢)이다. 모두 서로 겹쳐져 있었던 듯 녹이 슬어 있는 바 5점이 한 세트를이루었던 것으로 추정된다.
이 발(鉢)들은 청동주괴(靑銅鑄塊)를 여러 개 겹쳐서 네핌질(쇳물을 물판에 부어 둥글넓적하게 된 것을 쳐서 늘여 넓히는 작업)한 다음 가질(기물의 표면을 깎아 다듬어 완성하는 일 작업)한 것이어서 표면에는 미세한 동심원이 있다.
이와 성격이 유사한 유물로는 미륵사지(彌勒寺址) 출토 청동원(靑銅鋺)이나 경북 영천(永川) 용계리(龍溪里)에서 출토된 3점의 환저원(丸底鋺), 부여 부소산에서 청동정병(靑銅淨甁)과 함께 출토된 청동원(靑銅鋺) 3점을 들 수 있다.
이들은 대개 직경이 21～23cm, 높이가 6～9cm이고 구연부(口緣部)에서 6mm가량 안쪽으로 1줄의 內線이 있는데 그 부분이 조금 두터운 모습을 보이고 있다.
이러한 원저발(圓底鉢)들은 발(鉢)과 함께 쓰는 수발(隨鉢)로서 물그릇이나 찻잔으로 사용된 것으로 추정된다.
이 원저발(圓底鉢)들의 제작연대는 미륵사지나 부소산에서 출토된 원저발(圓底鉢)과 같은 형식이고 대체로 수병(水甁)과 동반 출토된다는 점 등을 고려하면 앞의 청동병과 함께 8～9세기에 제작된 것으로 보인다.

### 167-7호 청동주자
이 청동 주전자는 원형에 가까운 양감 있는 동체(胴體)에 위로 뻗친 주구(注口)와 귀 같은 손잡이가 붙어 있고 보주뉴(寶珠鈕)가 달린 뚜껑을 갖추고 있다. 저부(底部)는 가시적으로는 구형(球形)이나 약간 평저(平底)로 하여 안정감 있게 만들었다.
손잡이는 볼록한 곡선형이었다가 아랫부분만〔＞〕모양으로 잘록하게 꺾였는데 단면은 납작한 〔▲〕꼴이다. 손잡이 받침은 먼저 얇은 여의두형 판(如意頭形 鈑)을 붙임 후 리베팅(rivetting) 기법을 써서 같은 형태인 손잡이를 못으로 고정시킨 2중 여의두형(二重 如意頭形)이다. 이 손잡이의 윗 부분에는 사슬이나 끈목으로 뚜껑과 연결시키기 위한 고리가 달려 있다. 뚜껑은 동체(胴體)와 함께 전체적으로는 구형(球形)을 이루도록 볼록한 곡선형으로 되어 있는데 그 표면에는 가질한 흔적이 동심원문(同心圓文)으로 남아 있다.
이러한 유형의 주자(注子)는 유례를 찾기 힘든 편이나 동체(胴體)는 7세기 作인 황룡사지 출토 당 백자유개발(唐 白磁有蓋鉢)과 가장 유사하며 50°각도로 뻗친 주구(注口)도 唐代 8～9세기 金屬製나 陶磁製 注子에서 쉽게 찾아볼 수 있고 손잡이는 서안(西安) 서교(西郊) 어화채(魚化寨)에서 발견 唐 銀製注子와 비슷하다.
특히 주자(注子)의 동체(胴體)는 고려시대 金屬製 및 靑銅 注子와는 전혀 다른 체계이고 注口도 唐代에는 대체로 뻗침형이었다가 五代 이후에 곡선형으로 변형되므로 이 주자(注
子) 역시 원저발(圓底鉢)과 같은 시기에 제작된 것으로 추정된다.

### 167-8호 청동향완
전체적으로 청녹빛을 띠고 있는 이 향완(香垸)은 넓은 입술이 달린 몸체에 나팔형의 다리를 접합하여 만든 전형적인 고려시대 고배형(高杯形) 향완으로 사찰에서 향을 피우는데 사용된 의식용 기물(器物)이다.
이 향완은 몸체(身部)와 다리부분(臺部)을 따로 제작하여 한 가운데 구멍을 뚫고 굵은 봉을 끼워 고정시키는 방식으로 접합하였고 몸체와 다리부분이 꺾임 없이 부드러운 외형선을 갖도록 다리 윗 부분을 2단으로 처리하였다. 그리고 다리 밑부분은 나팔꽃 모양으로 급격히 벌어지도록 처리하였으며 일반적인 향완과 달리 그 끝을 수직으로 처리하였다.
입술 뒷면에는 ‘지정2년임오삼월십칠일송림사향환시주조원향도좌주口초口안락분삼성택동량운최가조(至正二年壬午三月十七日松林寺香鋎施主造願香徒坐主口艹口安樂分三成宅棟梁云崔家造)’라는 명문이 새겨져 있어 이 향완이 崔氏에 의해 제작되어 송림사(松林寺)에 시주된 것임을 알 수 있다.

### 167-9호 청동경자
경자(磬子)라는 것은 스님들이 책상 위에 놓고 대중을 깨우기 위해 한번, 불도(佛道)를 깨우치기 위해 또 한번 치는 종을 말한다.
부분적으로 청녹이 많이 슨 이 경자는 뒤집어놓으면 마치 발우(鉢盂, 스님들이 공양할 때 쓰는 4합으로 된 그릇으로 '바루'․'바리'․'바리떼'․'바루떼'라고도 함)처럼 구연(口緣)이 약간 오므라든 반구(半球) 형태를 하고 있다. 한 가운데는 소리를 내는 설(舌)과 고리를 연결해
끼웠을 구멍이 나 있고 구연(口緣)의 가장자리는 범종(梵鐘)처럼 더 두껍게 제작했다.

## 참고 자료
- 전송림사출토 청동불구 일괄 - 국가유산청 국가유산포털